# Chervov Peak
Chervov Peak är en bergstopp i Antarktis. Den ligger i Östantarktis. Norge gör anspråk på området. Toppen på Chervov Peak är 2 550 meter över havet.
Terrängen runt Chervov Peak är kuperad åt nordväst, men åt sydost är den platt. Trakten är obefolkad. Det finns inga samhällen i närheten. 